# Eliot Zigmund
Eliot Zigmund (* 14. April 1945 in New York City) ist ein US-amerikanischer Jazzschlagzeuger.
Zigmund begann im Alter von sechzehn Jahren als professioneller Schlagzeuger und studierte Musik am Mannes College of Music und dem City College of New York. Von 1975 bis 1979 war er Schlagzeuger in der Band von Bill Evans. Danach war er neben Palle Danielsson fünf Jahre Mitglied des Trios von Michel Petrucciani.
Daneben arbeitete er als Sideman mit Musikern wie Jim Hall, Stan Getz, Joanne Brackeen, Don Friedman, Dick Oatts, Ron McClure, Art Lande, Richie Beirach, Lee Konitz, Fred Hersch, Red Mitchell, Eddie Gomez, Christian von der Goltz, Eddie Henderson, Vic Juris, Mike Richmond, Benny Golson, Enrico Pieranunzi, Marvin Stamm, Vince Guaraldi und anderen.
2005 trat Zigmund mit dem Trio des Pianisten Ted Rosenthal beim Bill-Evans-Festival der South East Louisiana University auf und unternahm eine Japantournee mit der Sängerin Helen Merrill. Im Trio mit dem Pianisten Paolo Birro und dem Bassisten Lorenzo Conte sowie dem sizilianischen Mundharmonikaspieler Giuseppe Millici spielte er beim PercFest in Laigueglia 2006 Musik von Burt Bacharach. Ende des Jahres tourte er mit seinem Trio sowie dem Quartett des Pianisten Dado Moroni durch Italien und trat mit dem Kornettisten Warren Vache und der Saxophonistin Virginia Mayhew auf. Gegenwärtig (2019) leitet er ein Quintett, dem Matt Garrison, Allen Farnham, Tony Miceli und David Kingsnorth angehören.

## Diskographische Hinweise
- Bill Evans: You Must Believe in Spring (Warner Bros., 1977)
- Dark Street (mit David Berkman und Mike Richmond)
- Starlight (mit Ed MacEachen und Steve LaSpina)
- Cettina Donato: Persistency (2017, mit Matt Garrison & Curtis Ostle)